# Broederliefde
Broederliefde è un gruppo musicale olandese formatosi nel 2013. È costituito dai musicisti Edson, Emms, Jerr, Mella e Sjaf.

## Storia del gruppo
Il primo EP del gruppo, intitolato Gevoelig feestje, è stato pubblicato nell'agosto 2014 ed è arrivato 3º nelle Dutch Charts. Hanno conseguito migliori risultati col secondo album in studio Hard Work Pays Off 2 (2016), numero uno nei Paesi Bassi, dove è platino. Sono stati premiati con l'MTV Europe Music Award al miglior artista olandese alla cerimonia del 2016.
Il terzo LP Broeders (2019), certificato oro dalla Nederlandse Vereniging van Producenten en Importeurs van beeld- en geluidsdragers per le 20 000 unità equivalenti, si è fermato in 2ª posizione in classifica. Medaille (oro; 2021) e Strandje aan de maas (oro; 2022) hanno rispettivamente toccato il vertice e il 5º posto della graduatoria album nazionale.

## Formazione
- Emerson "Emms" Akachar
- Jerzy "Jerr" Rocha Livramento
- Javiensley "Sjaf" Dams
- Edson Cesar
- Melvin "Mella" Silberie

## Discografia

### Album in studio
- 2015 – Hard Work Pays Off
- 2016 – Hard Work Pays Off 2
- 2019 – Broeders
- 2021 – Medaille
- 2022 – Strandje aan de maas

### EP
- 2014 – Gevoelig feestje

### Mixtape
- 2017 – We moeten door
- 2018 – We moeten door 2

### Singoli
- 2017 – Officieel
- 2018 – Hoe je bent (con Frenna)
- 2018 – Oh la la (feat. Nelson Freitas)
- 2019 – Hoelang
- 2019 – Shelbyana/Tan2 Ducks
- 2019 – Habri pia/One, Two, Three
- 2020 – Kippen
- 2020 – Firi & Zagalo
- 2020 – Bad Habits & Meisje je weet
- 2020 – Liegen over ons (feat. Cho)
- 2021 – Geen tijd (con Bokoesam)
- 2021 – Henny op een maandag (con Chivv)
- 2021 – Proost
- 2022 – Klein, klein jongetje (Als je groot bent) (con Emms)
- 2022 – Bikini (feat. KM & Jayh)
- 2022 – Stylo
- 2022 – Lekker man (con Bizzey)
- 2022 – Laten landen
- 2023 – Stunten
- 2023 – Post Nut Clarity (con Rich2Gether e BKO)
- 2023 – Ah TXE TXE (con Giant e Tyson)
- 2023 – Appel mint puur
- 2024 – Lost & Found
- 2024 – Matchday (con Shirak)